# Horremer Brücke
Die Horremer Brücke ist eine Eisenbahnbrücke im Zuge der Nord-Süd-Bahn, mit der RWE Power (vormals Rheinbraun) Braunkohle und Abraum zwischen den verschiedenen Tagebauen, Braunkohlekraftwerken und sonstigen Einrichtungen des Rheinischen Braunkohlereviers transportiert.
Sie überquert den Einschnitt im Höhenzug der Ville, der durch die Abtragung des Königsdorfer Tunnels in der heute viergleisigen Eisenbahnstrecke Köln–Aachen entstanden war.
Die zweigleisige Brücke wurde nach dem Entwurf von Ulrich Finsterwalder in den Jahren 1953 und 1954 von Dyckerhoff & Widmann gebaut. Sie war eine der ersten Spannbeton-Eisenbahnbrücken.
Sie ist insgesamt 193 m lang und 12,40 m breit. Die als Sprengwerk ausgeführte Hauptbrücke ist 143,80 m lang und hat eine Spannweite von 86,80 m. Sie hat zwei parallele, leicht gevoutete Hohlkästen, die durch die Streben in Abschnitte von 39,90 + 64,00 + 39,90 m aufgeteilt werden. Konstruktiv ist sie ein fünffach statisch unbestimmter dreifeldriger Rahmen mit Kastenquerschnitt.
Die Brücke wurde in den letzten Jahren durch ein außen liegendes Stahlkorsett ertüchtigt.
Unmittelbar östlich der Brücke soll eine Brücke für die geplante Ortsumgehung Königsdorf gebaut werden. Nach der Installation einer provisorischen Schutzabdeckung über den Gleisen der Strecke Köln–Aachen entstanden Bedenken, dass diese Brücke die Standsicherheit der Horremer Brücke gefährden könnte, worauf der Bau zunächst eingestellt wurde. Die Brücke soll Ende 2023 fertiggestellt werden, die Strecke, die die Anschlussstelle Königsdorf der A4 mit der Aachener Straße L 361 verbindet, soll im Sommer 2025 in Betrieb gehen, im Juli 2018 ging man noch von Ende 2020 aus.